# Ghiacciaio Mozgovitsa
Il ghiacciaio Mozgovitsa è un ghiacciaio lungo circa 10 km e largo 2,5 situato sulla costa settentrionale dell'isola Alessandro I, al largo della costa della Terra di Palmer, in Antartide. In particolare, il ghiacciaio, il cui punto più alto si trova a oltre 350 m s.l.m., è situato a nord-ovest del ghiacciaio Frachat, nei monti Rouen, da dove fluisce verso nord-ovest a partire dal versante settentrionale del picco Pimpirev e scorre tra gli speroni Senouque, fino a entrare nel ghiaccio pedemontano Bongrain.

## Storia
Il ghiacciaio Mozgovitsa è stato così battezzato dalla Commissione bulgara per i toponimi antartici in onore del fiume Mozgovitsa, nella catena montuosa bulgara del Pirin.